# Мосальское сельское поселение
Мосальское сельское поселение — муниципальное образование в Каширском районе Воронежской области.
Административный центр — село Мосальское.

## Административное деление
В состав поселения входит один населенный пункт:
- село Мосальское.